# Vapa (Čačak)
Vapa (em cirílico: Вапа) é uma vila da Sérvia localizada na cidade de Čačak, pertencente ao distrito de Moravica, na região de Pomoravlje. A sua população era de 696 habitantes segundo o censo de 2011.

## Demografia
| 1948 | 1953 | 1961 | 1971 | 1981 | 1991 | 2002 | 2011 |
| ---- | ---- | ---- | ---- | ---- | ---- | ---- | ---- |
| 578  | 610  | 644  | 600  | 683  | 721  | 691  | 696  |